# Branchiostoma caribaeum
Branchiostoma caribaeum är en ryggsträngsdjursart som beskrevs av Carl Jakob Sundevall 1853. Branchiostoma caribaeum ingår i släktet Branchiostoma och familjen lansettfiskar. Inga underarter finns listade.